# Slippery When Wet: The Videos
Slippery When Wet: The Videos – kompilacja teledysków zespołu Bon Jovi wydana w 1987 pochodzących z albumu Slippery When Wet. Zawiera również wywiady z zespołem i nagrania archiwalne.

## Spis utworów
Sporządzono na podstawie materiału źródłowego.
1. "Wild in the Streets"
2. "Livin’ on a Prayer" (nagranie live podczas MTV Awards 1987)
3. "You Give Love a Bad Name"
4. "Never Say Goodbye"
5. "Livin’ on a Prayer"
6. "Wanted Dead or Alive"